# Nº1 Imperial Majesty
Nº1 Imperial Majesty, Clive Christian Nº1 ou simplesmente Nº1 é uma fragrância criada e introduzida no mercado em 2001 pelo designer britânico Clive Christian. É o perfume mais caro do mundo, custando US$2150 – 1.450,35 EUR a onça ou US$215.000 - 145.035,10 EUR a garrafa.
O perfume é vendido apenas em Londres, em Piccadilly Circus, na loja Fortnum & Mason, por 415 libras - cerca de 930 dólares - 467,547 BRA - a garrafinha com 50 ml. O que realmente o torna caro é a embalagem. O Nº1 vem dentro de um frasco de cristal, decorado com um anel de ouro no gargalo e um diamante de cinco quilates na tampa.
Das cinco garrafas produzidas, três foram vendidas até hoje.